# Sparkstötting

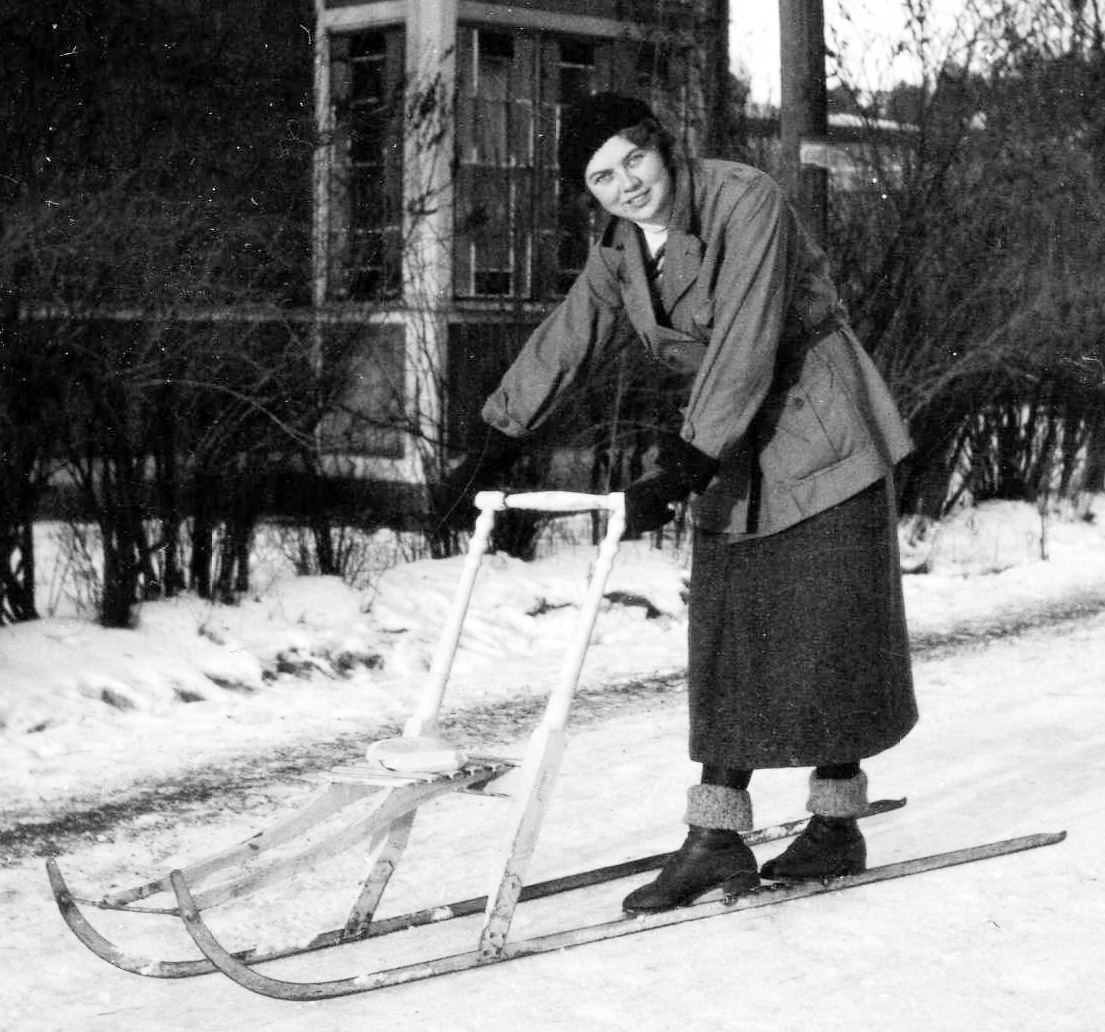
Sparkstötting på 1930-talet i Sverige.

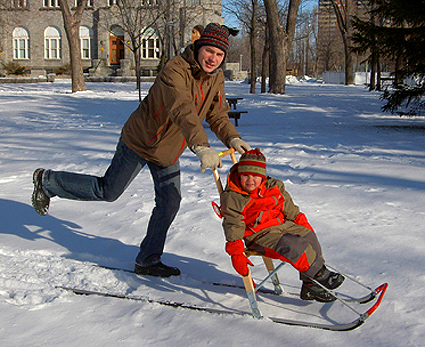
Sparkstötting (finsk ESLA)

Sparkstötting, sparkstött, sparkstöt, sparkkälke eller bara spark är ett mindre fordon, en slags kälke eller släde med medar, som har använts sedan mitten av 1800-talet, främst i Norden.

## Konstruktion
Sparkstöttingens nedre del består av två medar, vanligtvis i stål, som hålls samman längst fram med en stång. Ovanpå medarna sitter ett slags stol, traditionellt byggd i trä, med en styrstång i ryggstödets överkant. Medarna fortsätter bakom stolen, ungefär dubbelt så långt. Man står på den ena meden och sparkar sig fram med den andra foten, därav namnet.

## Användningsområden
Transportmedlet kan inte köras på sandad eller saltad väg, bara på hala underlag som is eller hårt packad snö, där man lätt kan komma upp i hastigheter kring 15–20 km/t. Det är också användbart vid isfiske på isbelagda sjöar. Spark används ofta i Norge, Sverige, Finland och Island, i mer sällsynta fall även i Kanada, Förenta Staterna, Ryssland och Danmark.  
Det förekommer även sparkstöttingar försedda med hjul. Denna variant kan användas på bar asfalt och liknande, även om det då kan vara något svårt att styra.

## Historia och modeller

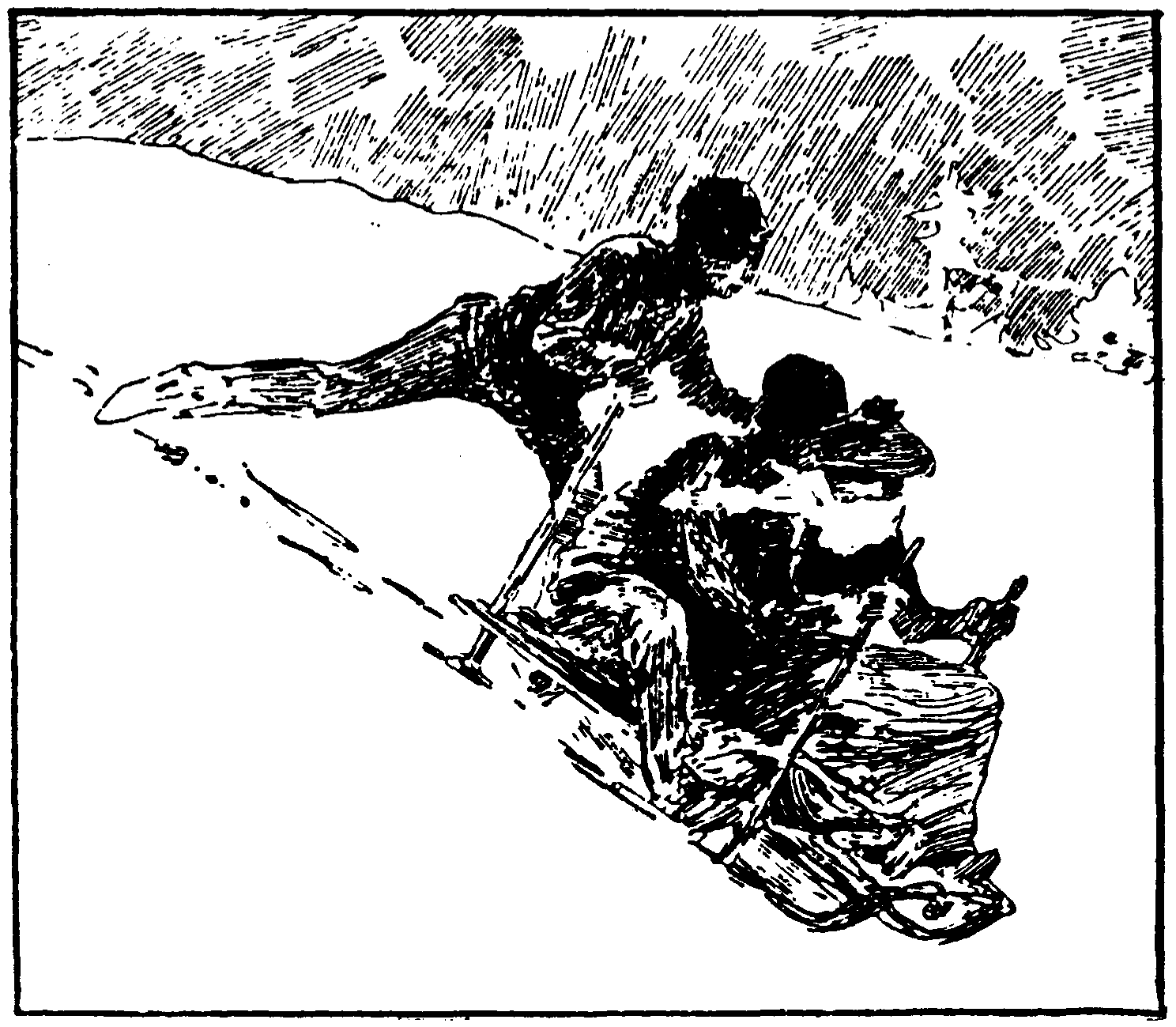
Drögen var en tidig form av spark.

En föregångare till sparkstöttingen var varianten av  den så kallade drögen. I Nordisk familjebok från 1911 anges den som ganska vanlig i Sverige. Drögen var en ganska kort och bred kälke som var försedd med fyra upprättstående stöd, två korta där fram och två något högre där bak. Den styrande står på ett ben på den ena meden bakom kälken och passagerarna sitter på själva kälken. Den användes i dagligt bruk som lastkälke. 
Ur detta fordon utvecklades sedan sparkstöttingen. Enligt vedertagen uppfattning uppfanns sparkstöttingen någonstans i övre Norrland under senare delen av 1800-talet (Piteå har föreslagits som dess födelseort), men ett flitigt användande av sparkstöttingar under vinterhalvåret rapporteras redan från det sena 1700-talets Stockholm. Klart är i varje fall att dess stora segertåg över landet inleddes under andra halvan av 1800-talet och den blev vintertid ett populärt kommunikationsmedel. Även i Tyskland var sparkstöttingen i vanligt bruk.

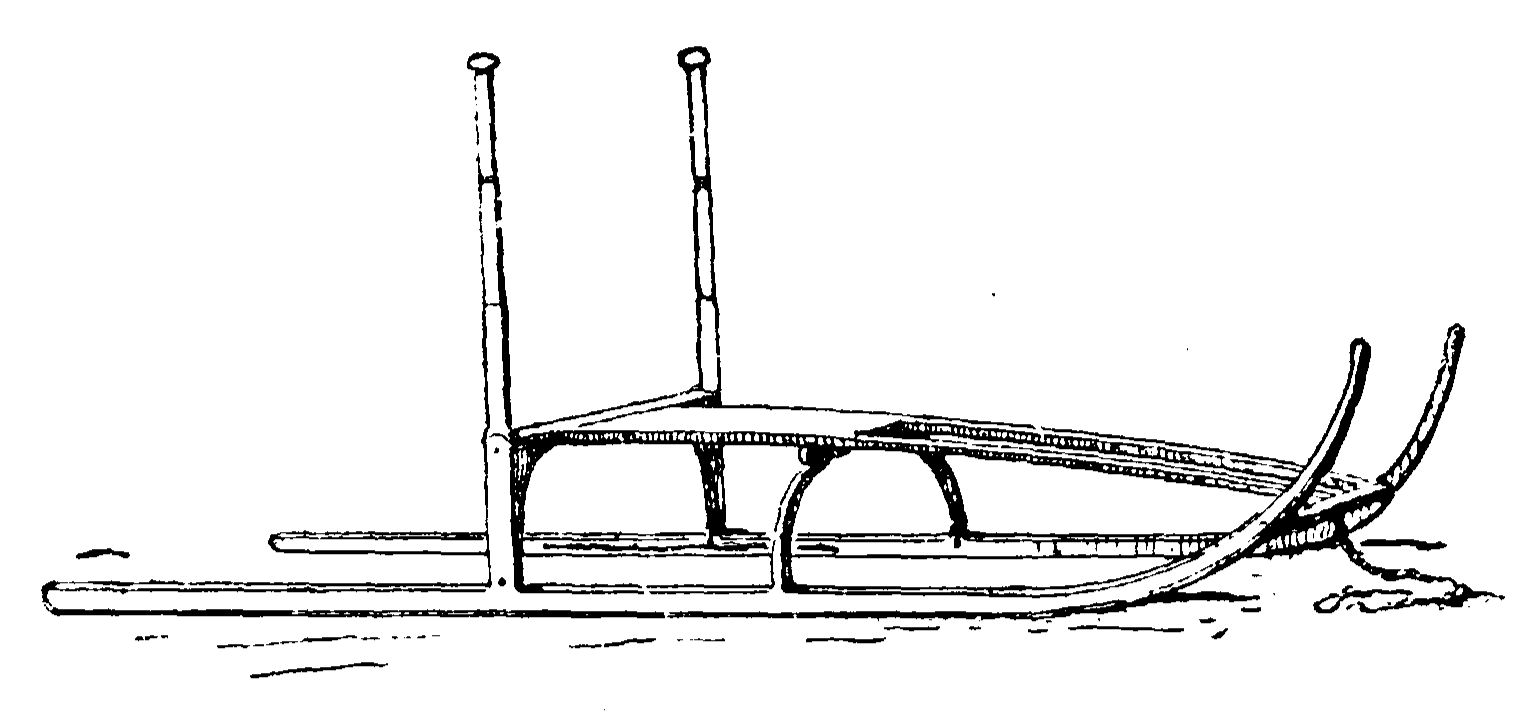
Spark med vertikala stöttor, men utan tvärbjälke.

Sparkstöttingen, som i vissa delar av Norrland även kallades ”rännulf”, är en stor och lätt kälke med smäckra dimensioner. De första sparkstöttingarna bestod av två långa medar med var sin upprättstående stake placerad ungefär vid en tredjedel av längden från bakre ändan räknat samt sammanfogade via en sits, spänd mellan stakarna och fram till medarnas uppåtböjda framändar. Medarna kunde vara antingen järnskodda eller endast "vallade" (kokade i tjära), för att gå lättare i stark kyla. Var medarna tillverkade i trä, kunde detta dock leda till att medarna sprack när man gjorde skarpa svängar. Stakarna var omkring en meter höga och i den nutida modellen försedda med tvärgående stöd upptill.

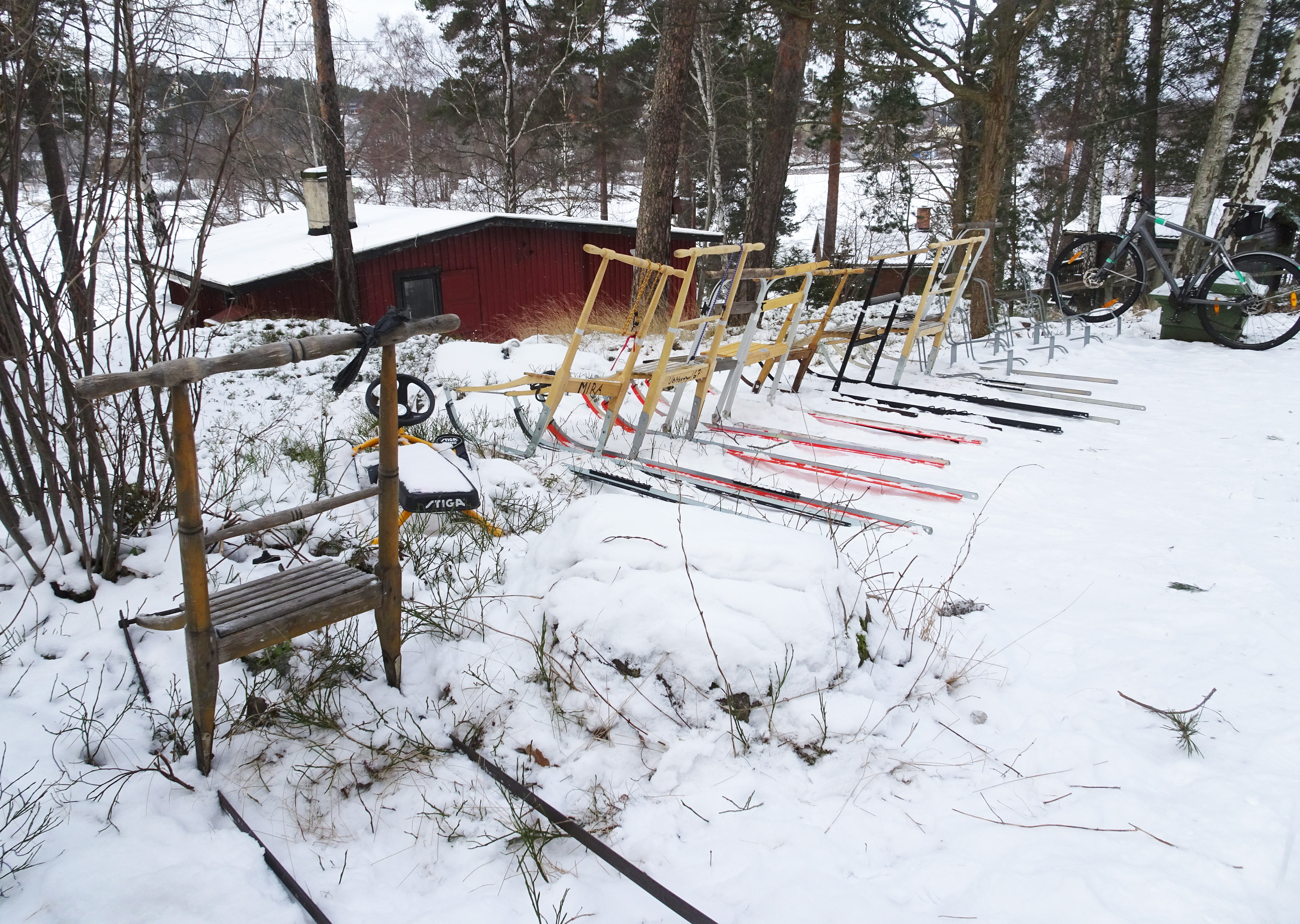
Parkeringsplats för sparkar på ön Tranholmen, Danderyds kommun.
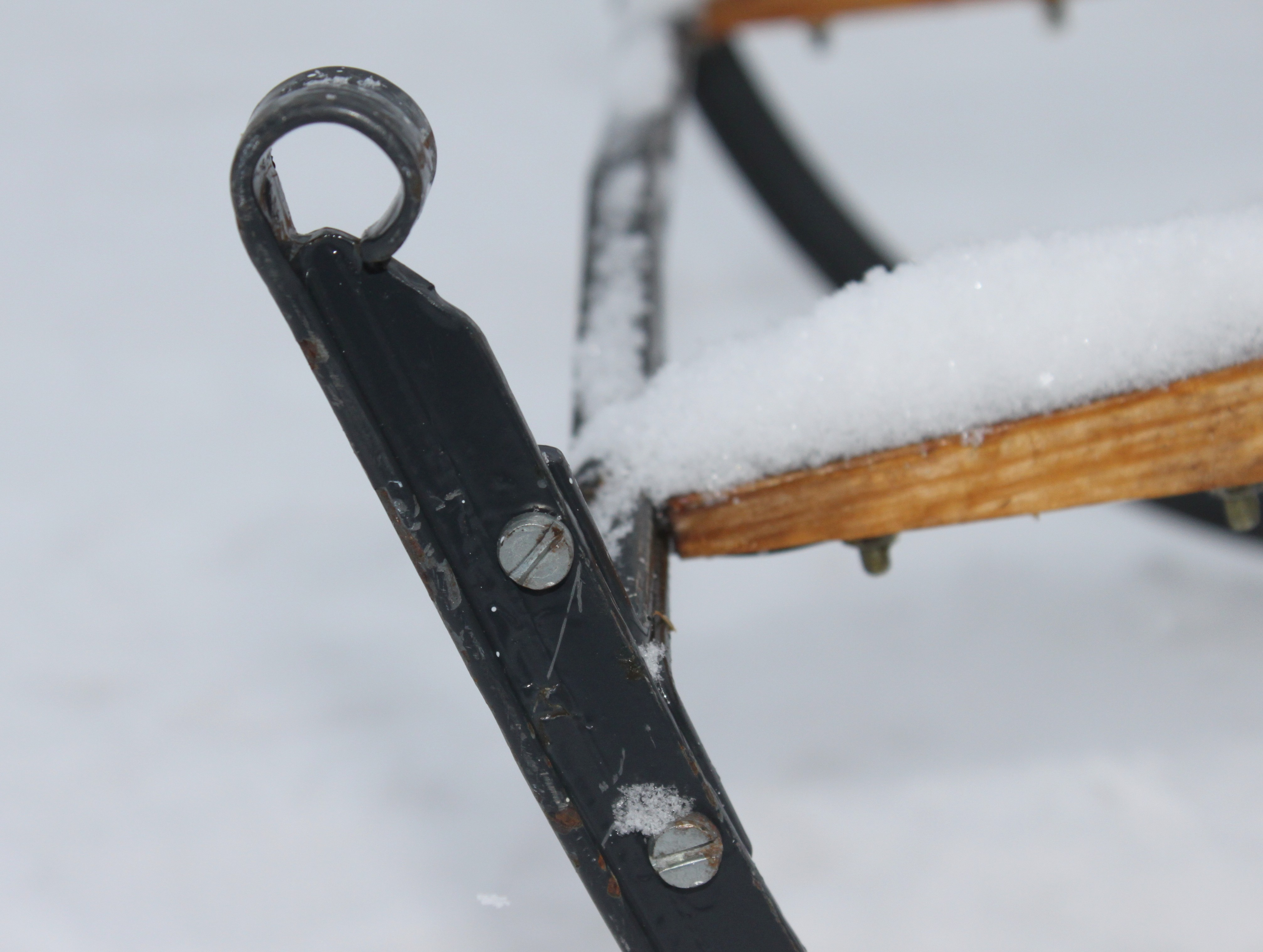
Orsasparkens "knorr" liksom den annorlunda infästningen av främre ramdel.
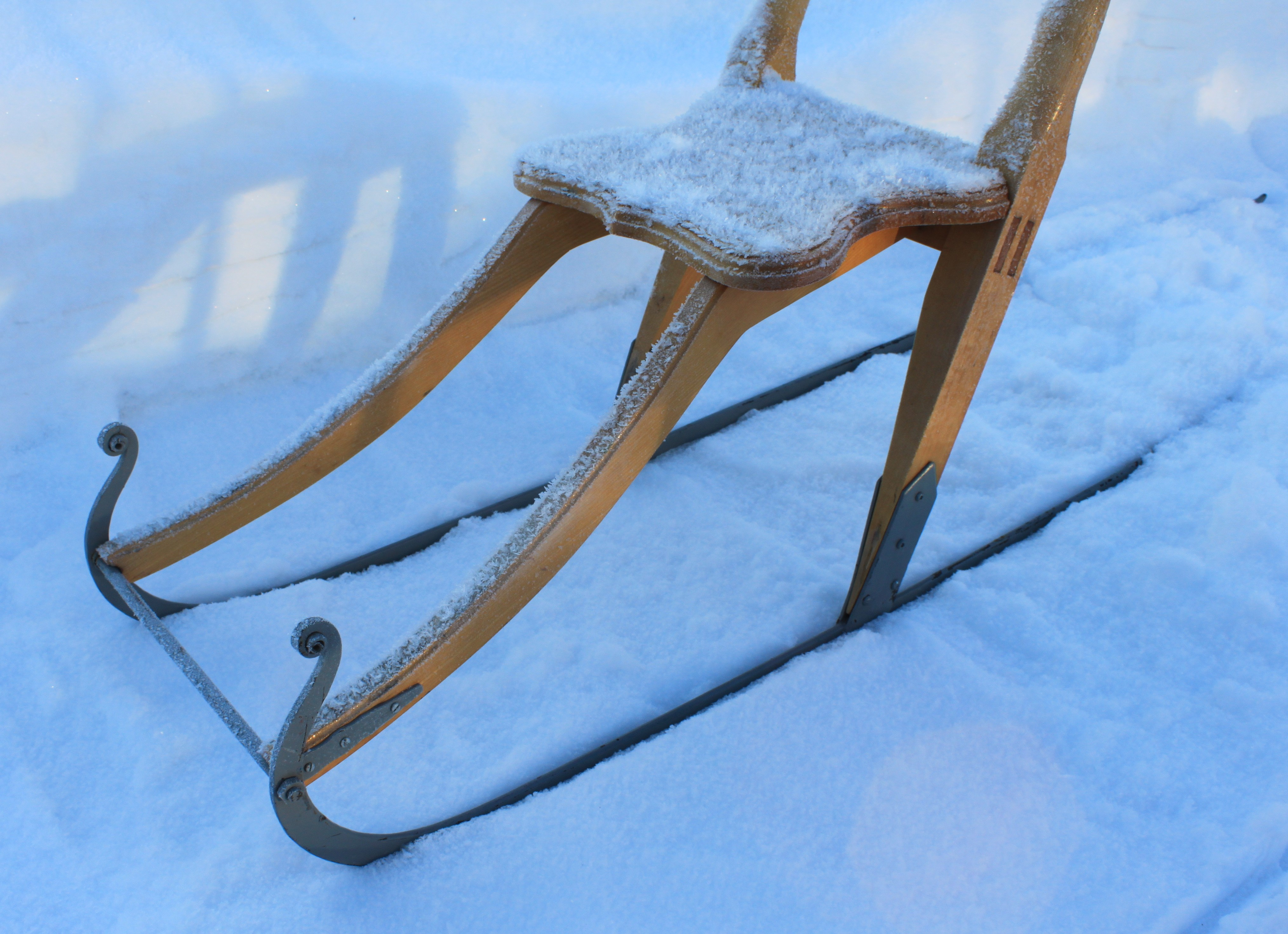
Laknässpark, okänt tillverkningsår.
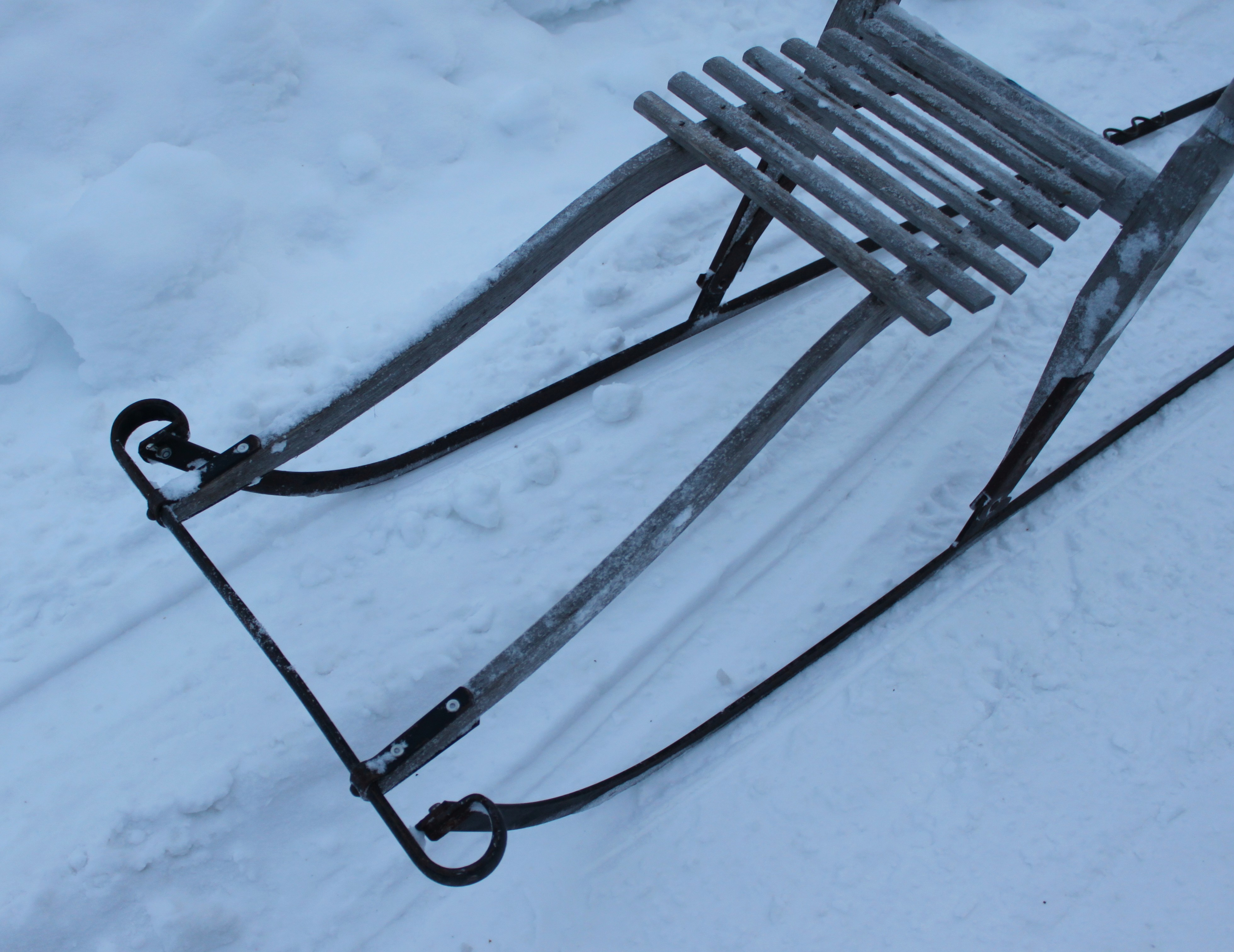
En norsk spark från Norø Industri A/S (numera Norax AS) har denna originella fjädrande infästning av sitsen i medarna.
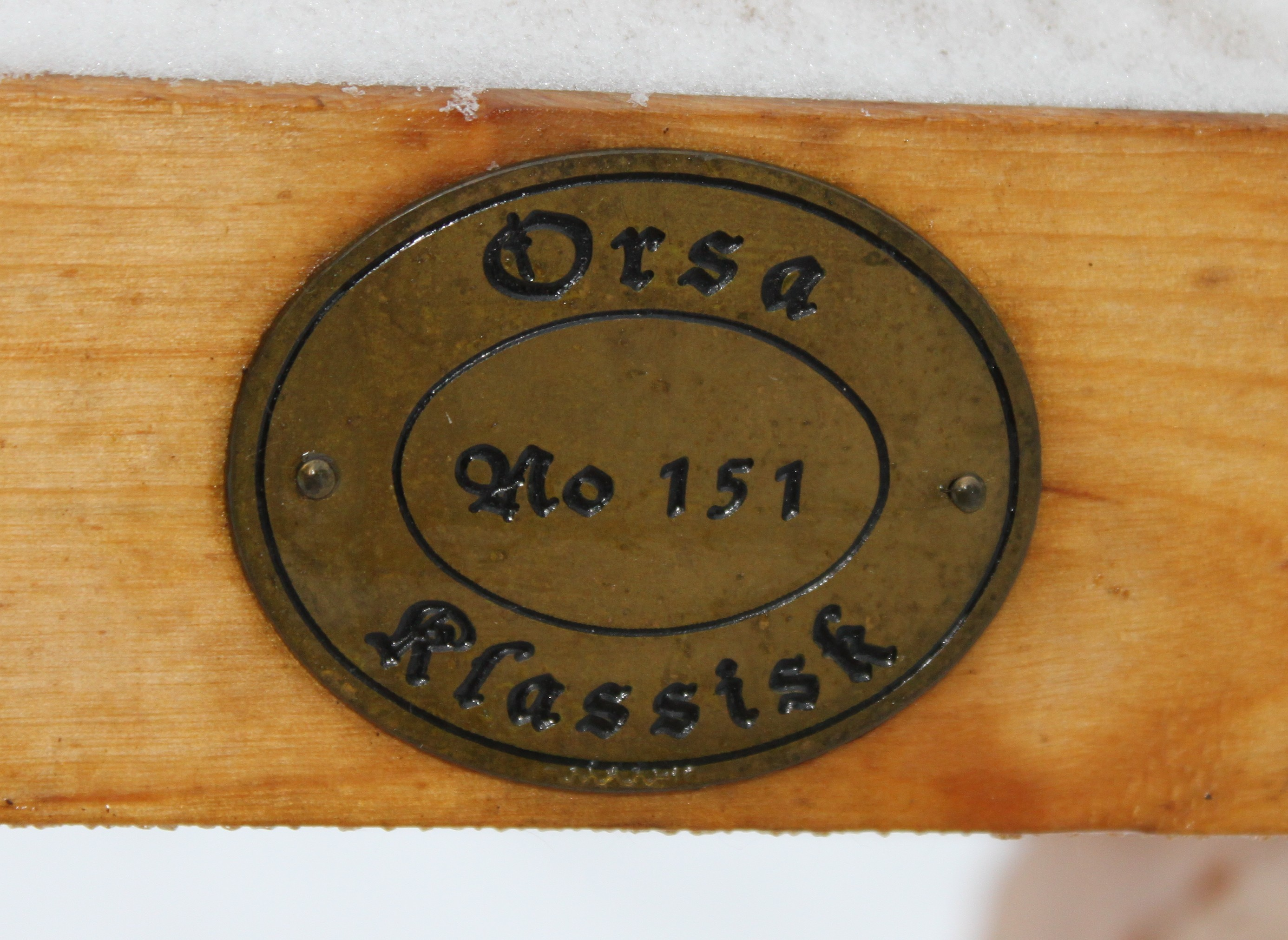
Skylt på en Orsa jubileumsspark.

Det råder delade meningar om vem som tillverkade den första sparken i Sverige med stålmedar. En uppgift anger att det var Orsasparken, som lanserades 1909 och producerades av Erik Timander och Anders Bertas i Orsa. Medarna var i fjäderstål av patenterad konstruktion försedda med en knorr i framänden. Profilen är framtill formad som ett uppochnedvänt T, vilket gör att medarna inte skär ner i lösare underlag.
Barrsätra fabriksaktiebolag i Sandviken var också tidiga med sparkstöttingar med stålmedar. I priskurant från 1916 står det: ”Sparkstöttingar, med fjäderstålsmedar, styrbara, finsk modell”. Redan 1908 lär en fabrikör Anders Olson ha tillverkat ett par kopior av en finsk spark. Det var Sandvikens bruksdisponent Karl Fredrik Göransson som vid en resa till Åbo köpte med sig ett exemplar. Detta framgår av en artikel i Arbetarbladet från 1945 av den trovärdige lokalredaktören Carl Björk (signaturen Betula) som citeras av den trovärdige historieberättaren Ulf Ivar Nilsson 2008-01-27.
Det verkar enligt den senare artikeln som om Sandviksborna var skeptiska till nymodigheten, vilket kan ha gjort att försäljningsframgångarna dröjde och Orsasparken blev mera känd.
Andra tidiga sparkar hade konstfullt utförda medar och bearbetade trädetaljer som handtag och stolpar med fin svarvning. En modell från Dalarna kallas Laknässparken och den har en typisk spiralvridning av medänden.
Det finns sparkstöttingar med stolen helt eller delvis utförd i metallkonstruktion. Dalasparken var en tidig variant med stålram. Även den finska ESLA har stålram och är hopfällbar. Ett senare svenskt exempel är Ljusdalssparken som även den är hopfällbar. Den har även höj- och sänkbart styre och som tillbehör löstagbara "skidor" av röd plast till medarna för att kunna köras på mjukare underlag.
Sparkstöttingens gyllene år inträffade på 1940-talet. Då tillverkade enbart J Malmqvist & Son AB i Växjö, som var det största företaget, cirka 135 000 sparkar per år.
Vid Vansbro Sparkfabrik tillverkades som mest 13 000-15 000 sparkar om året. Tillverkningen vintern 2008/2009 rörde sig om cirka 5 000 stycken. Säsongen 2010-2011 producerades närmare 8 000 sparkar. I april 2020 totalförstördes fabriken i en brand. Orsasparken har upphört att tillverkas. Den har sedan starten tillverkats i 900 000 exemplar.
Dalasparkens ursprungsidé kom från ett litet verkstadsföretag i västra Dalarna. Den hade medar som var ledade på mitten och fällbart styre som gjorde den kompakt i hopfällbart läge. Produktion i större skala påbörjades hos Exellan i Hofors i slutet av 1970-talet. Som mest tillverkades cirka 2000 sparkar per år. Senare kom modeller med trästativ och en mindre modell för barn. Det tillverkades också breda skidor av metall att fästa på medarna.
Tidningen ICA-Kuriren blev en stor återförsäljare av Dalasparken.
Dalaparken användes i några scener i Lasse Åbergs film från 1985, Sällskapsresan 2 - Snow Roller.
Omkring 1990 övertogs tillverkningen av Vansbro sparkfabrik.
Ett företag i Ljusdal tillverkar Ljusdalssparken i tre modeller, varav en har en sits utformad som en lastplattform.
Det har funnits ett 20-tal sparktillverkare i Sverige. Som mest har cirka 200 000 sparkar om året tillverkats.
Världens största sparkstöttingfabrik E.S. Lahtinen Oy ligger i Seinäjoki, Finland. Årsproduktionen uppgår till cirka 10 000 sparkstöttingar per år. Det finns hjulsatser till dessa. Export sker till USA, Kanada och Sverige. Man tillverkar också en modell som är avsedd för tävlingar, Esla Kickspark.
Norax Tynset var den enda norska tillverkaren av sparkstötting med märkena "Rapp" och "Tarzan". Tillverkningen togs över av Espegard AS i november 2020.
Viss hobbytillverkning och renovering av äldre sparkar förekommer på en del håll, liksom produktförädling till exempel i form av kurbitsmålning.

## Åkteknik

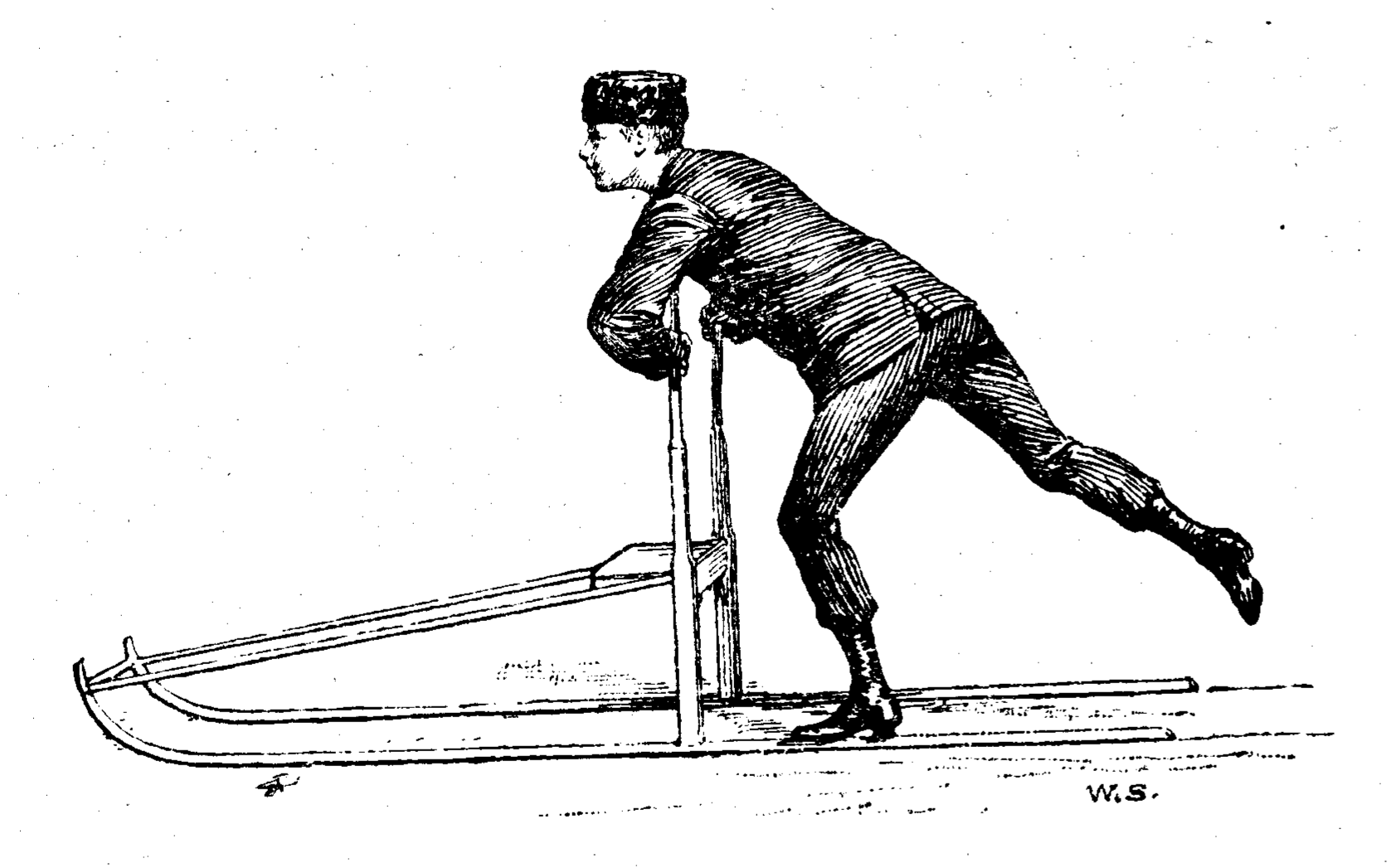
Man åker genom att hålla i stöttorna (eller tvärstaget) och med en pendelrörelse sparka med ena benet

Vid åkning sparkas kälken fram (därav namnet), varvid ena foten vilar på ena meden och den andra (som med fördel kan förses med en brodd) med sparkar i marken skjutsar kälken fram under det att man håller i stöttorna (eller tvärstaget) med händerna. Man kan härvid lägga märke till, att på slät mark får man lika mycket fart genom sparkningen mot marken som genom den därpå följande framåtsvängningen med benet, vilket sker i en jämn rytm.
Har sparkstöttingen väl kommit upp i fart, kan man samtidigt vila båda fötterna på medarna och styra genom att vrida på kroppen.

## Tävlingar
Under 1880-talet förekom sparkåkning som en vinteridrott, införd till Stockholm från Sveriges nordliga delar, där sparkåkning länge hade varit ett omtyckt vinternöje. År 1888 bildades i Stockholm en Sparkstöttingsklubb och i mars 1889 anordnade klubben sin första tävling. Banan var utstakad från Kungsholmstull till Nockeby brostuga och Tranebergs brostuga, ungefär 15 kilometer långt. Första priset var en silverbägare som tilldelades den som med sin sparkstötting på 51 minuter hade tillryggalagt sträckan. Nio klubbmedlemmar deltog i tävlingen. Därefter ägde en allmän tävling rum, i vilken en norrlänning tog pris, men han behövde fem minuter mer än stockholmaren.
I Nordisk Familjebok, 1800-talsupplagan, anges Norr- och Västerbotten som de områden där sparkstöttingen har sin största användning som fortskaffningsmedel, och att man i mellersta Sverige främst använder åkningen med sparkstötting som sport. Sparkstöttingstävlingar förekom även i Nordiska spelen, en föregångare till vinter-OS. Omkring 1990 blev tävlingar åter en seriös sport i Finland. Lopp på 100 km där medelhastigheten är 30 km/t förekommer.

## Särskilda varianter

### Hopfällbara sparkstöttingar
En hopfällbar spark går att enkelt vika ihop för att exempelvis ta med i bil eller buss, eller för att stoppa undan, till exempel för sommarförvaring. Oftast går sätet att lossa från ryggstödet med hjälp av skruvar och muttrar, eventuellt vingmuttrar eller sprintar. Därefter viks ryggstödet framåt eller bakåt. Ibland kan också medarna delas av bakom ryggstödet med två bultar. Är sparkstöttingen försedd med korg måste den avlägsnas innan sparken fälles ihop.

### Motoriserade sparkar
Det finns många exempel på sparkar försedda med motorer för framdrivning, vanligen olika hembyggen. Några har till och med försökt med raketdrift. I januari 2010 rapporterade SVT att några unga män i Östersund har tillverkat en ångdriven spark och kommit upp i en hastighet av 105,2 km/t, vilket uppges vara världsrekord. Att nå 100 km/t tar fyra sekunder.

### Enmedingar

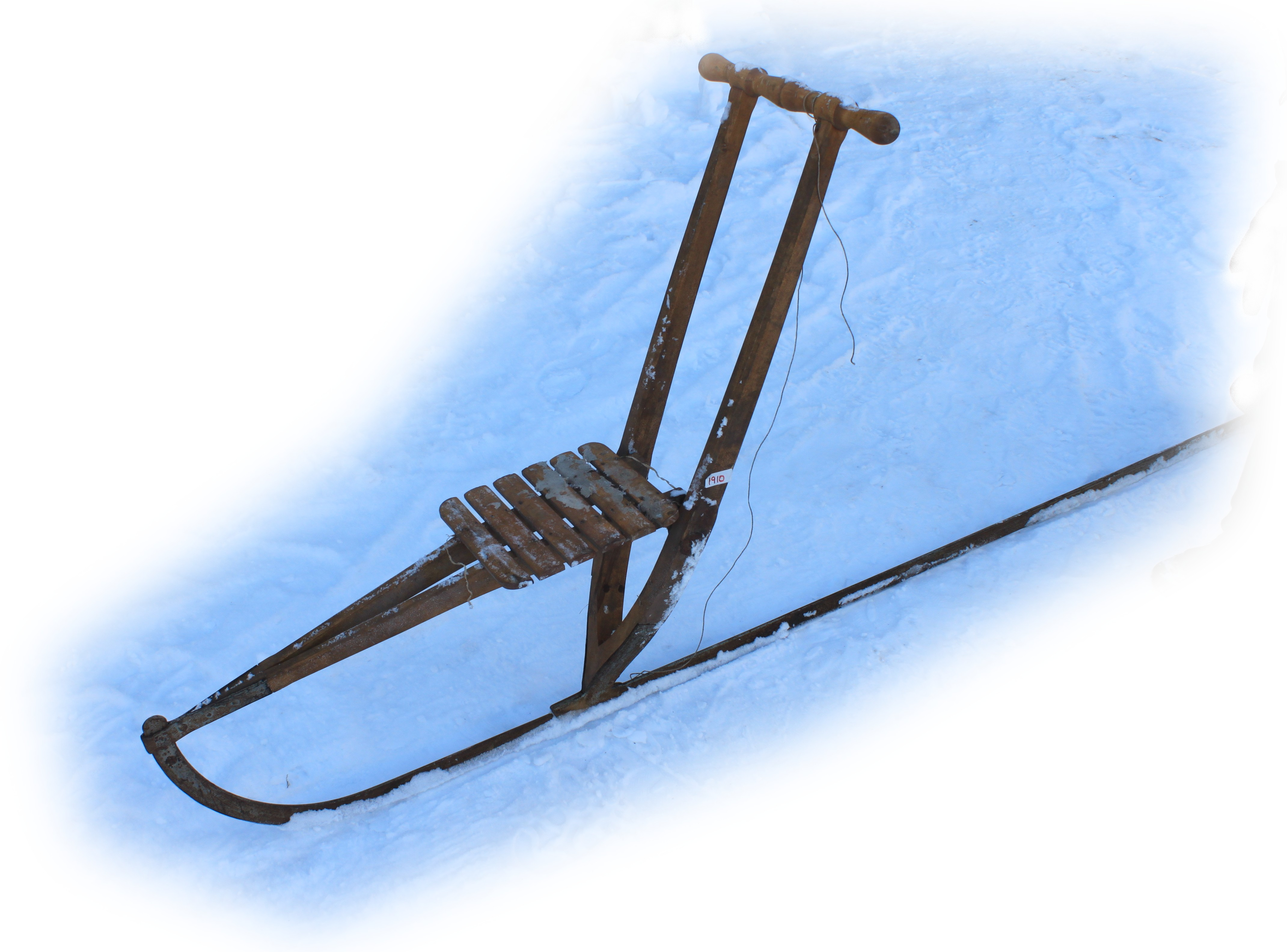
Enmedig spark av äldre modell.

Sparkar med en mede fanns tidigt. Gemla Fabriker i Diö har tillverkat en modell som enligt uppgift lanserades 1910. 
Monomeden är en produkt utvecklad av Lars Eriksson och Bengt Pettersson. För denna spark fick de "Utmärkt Svensk Form"s jubileumspris för bästa produkt 1995. Denna enmeding kräver en viss åkteknik, men när man väl har lärt sig, glider den snabbt fram.

## Tillbehör
Man kan utrusta sparken med diverse tillbehör, såsom belysning och reflexer. Vidare finns fotstöd, ringklockor, lastkorgar, barnbyglar, lådor för småbarn, plastmedar, hjulsatser och lås att köpa till. Det fanns även en snöplog till Vansbros sparkar.

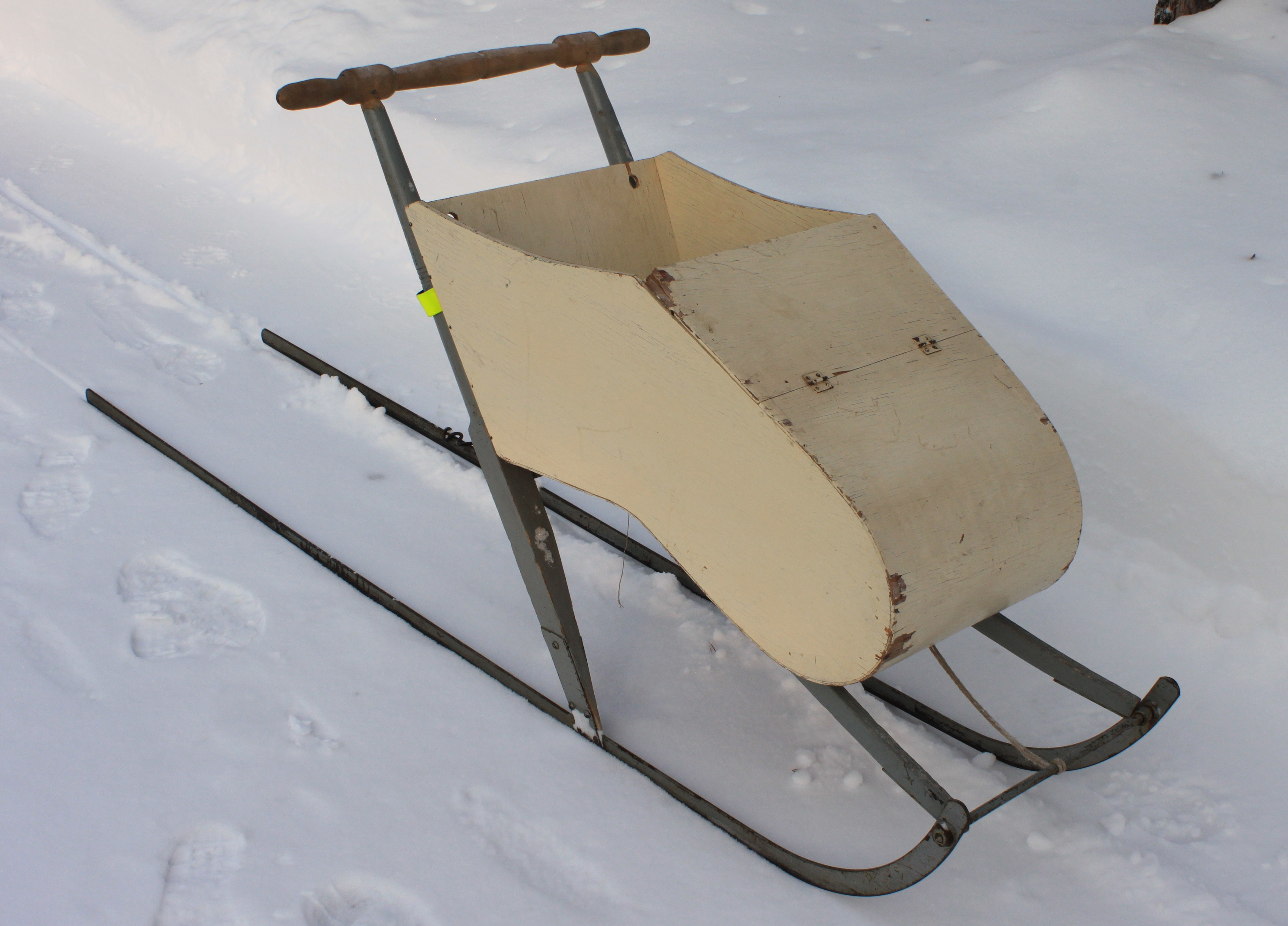
Sparklåda av traditionell modell från 1950-talet, tillverkad av plywood.
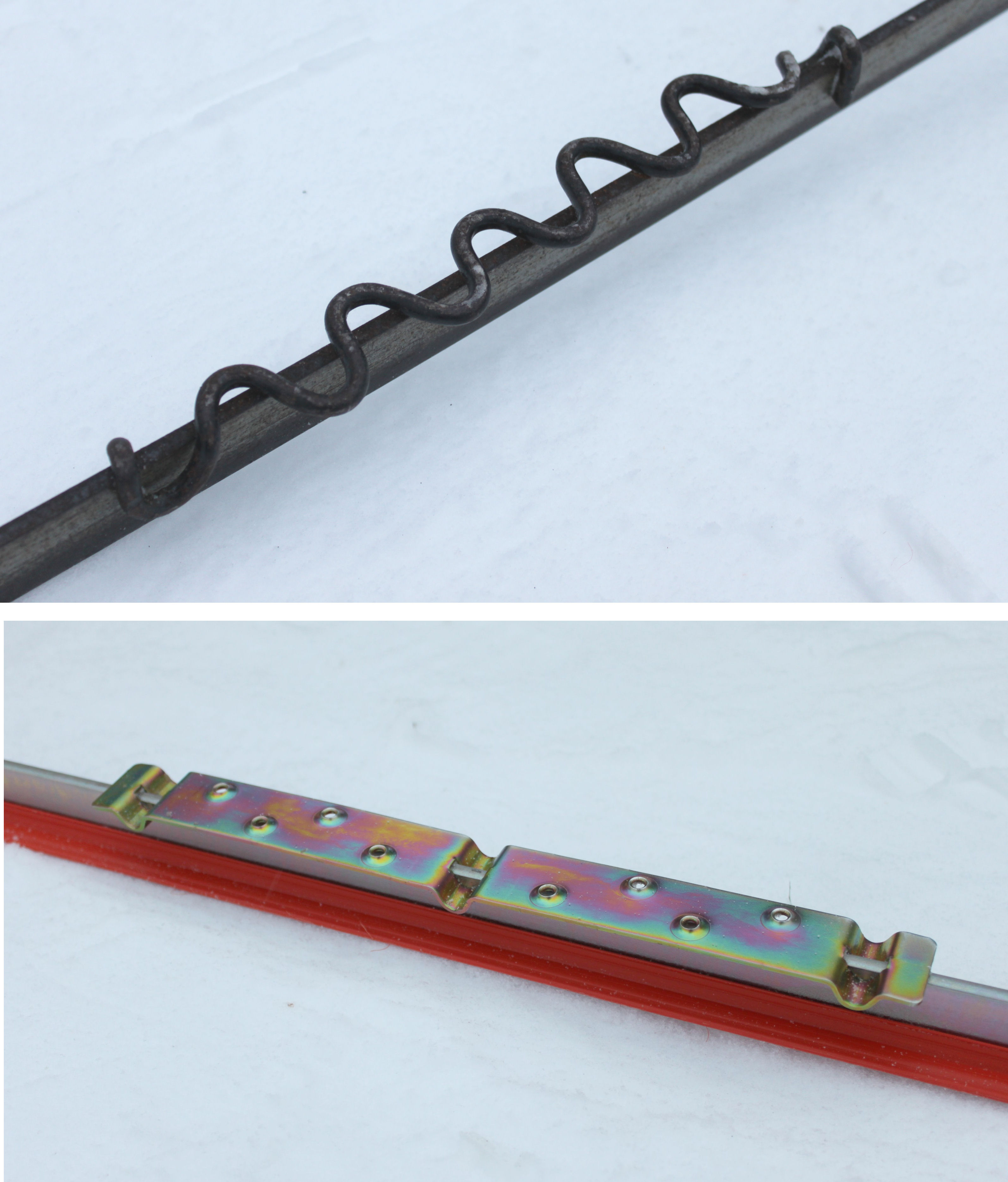
Två olika typer av fotstöd till spark.

## Sparken i trafiken
Även om sparkstötting är ett fordon, så räknas man i Sverige som fotgängare  när man framför den. Den bör därför framföras på vänster sida av vägen i Sverige. 
Ungefär 400 sparkolyckor inträffar årligen i Sverige (2011). Kvinnor är något överrepresenterade bland dem som drabbas av sparkolyckor. Dessa olyckor leder oftast till frakturer; män får i större utsträckning öppna sår, medan kvinnor oftare får stötskador. Armar, händer, ben och knän är de kroppsdelar som främst skadas.